# Sascha Henrix
Sascha Henrix (né le 22 mars 1973 à Düren) est un coureur cycliste allemand des années 1990-2000. 

## Biographie
En 1991, Sascha Henrix devient sur piste vice-champion du monde de poursuite par équipes chez les juniors (moins de 19 ans) avec Jörg Wohllaub, Danilo Hondo et Olaf Pollack. La même année, il termine à la deuxième place du championnat d'Allemagne sur route juniors. En tant qu'amateur, il court pour le club du RC Olympia Dortmund. 
De 1996 à 2003, il court pour diverses équipes professionnelles. En 1997 et 1998, il est sélectionné pour participer aux mondiaux sur route avec l'équipe allemande. En 1998, il  termine quatrième du championnat d'Allemagne sur route. La même année, il remporte la course d'un jour Köln-Schuld-Frechen et plusieurs étapes sur des courses allemandes. Au cours de sa carrière, il participe à huit courses de six jours.

## Palmarès sur route
- 1991
  - 2e du championnat d'Allemagne sur route juniors
- 1995
  - 3e du Tour de Düren
- 1997
  - 6e étape du Tour de Rhénanie-Palatinat
- 1998
  - Köln-Schuld-Frechen
  - 5e étape du Tour de Rhénanie-Palatinat
  - 4e étape du Tour de Saxe
  - 1re étape du Tour de Hesse

## Palmarès sur piste

### Championnats du monde juniors
- Colorado Springs 1991
  -  Médaillé d'argent de la poursuite par équipes (avec Jörg Wohllaub, Danilo Hondo et Olaf Pollack)